# رود کولوی (واگا)
رود کولوی (انگلیسی: Kuloy) یک رودخانه در استان آرخانگلسک کشور روسیه است.